# 第38屆日本電影學院獎
第38回日本電影學院獎于2015年2月27日公布获奖名单并举行颁奖仪式。

## 最優秀作品奖
- 《永遠的0》

### 優秀作品奖
- 《紙之月》
- 《東京小屋的回憶》
- 《蟬之記》
- 《不思議的海峽咖啡屋》

## 最優秀动画作品奖
- 《STAND BY ME 哆啦A夢》

### 優秀动画作品奖
- 《回憶中的瑪妮》
- 《喬望尼之島》
- 《名偵探柯南：異次元的狙擊手》
- 《BUDDHA2 手塚治虫的佛陀 -無盡的旅程-》

## 最優秀導演奖
- 山崎貴（永遠的0）

### 優秀導演奖
- 小泉堯史（蟬之記）
- 成島出（不思議的海峽咖啡屋）
- 本木克英（超高速！參勤交代）
- 吉田大八（紙之月）

## 最優秀脚本奖
- 土橋章宏（超高速!参勤交代）

### 優秀脚本奖
- 加藤正人・安倍照雄（不思議的海峽咖啡屋）
- 早船歌江子（紙之月）
- 山崎貴・林民夫（永遠的0）
- 山田洋次・平松恵美子（東京小屋的回憶）

## 最優秀主演男優奖
- 岡田准一（永遠的0）

### 優秀主演男優奖
- 阿部寛（不思議的海峽咖啡屋）
- 佐佐木藏之介（超高速！參勤交代）
- 中井貴一（柘榴坂的復仇）
- 役所広司（蟬之記）

## 最優秀主演女優奖
- 宮澤理惠（紙之月）

### 優秀主演女優奖
- 安藤櫻（0.5mm）
- 池脇千鶴（そこのみにて光輝く）
- 井上真央（白雪公主殺人事件）
- 二階堂富美（我的男人）
- 吉永小百合（不思議的海峽咖啡屋）

## 最優秀助演男優奖
- 岡田准一（蟬之記）

### 優秀助演男優奖
- 阿部寛（柘榴坂的復仇）
- 伊藤英明（哪啊哪啊~神去村_WOOD_JOB！）
- 笑福亭鶴瓶（不思議的海峽咖啡屋）
- 三浦春馬（永遠的0）

## 最優秀助演女優奖
- 黒木華（東京小屋的回憶）

### 優秀助演女優奖
- 大島優子（紙之月）
- 小林聰美（紙之月）
- 竹内結子（不思議的海峽咖啡屋）
- 富司純子（窈窕舞技）

### 話題賞

#### 俳優部門
- 岡田准一（永遠的0）

#### 作品部門
- 神劍闖江湖 京都大火篇 / 傳說落幕篇

### 新人俳優賞
- 上白石萌音（窈窕舞技）
- 小松菜奈（渴望。）
- 能年玲奈（Hot Road）
- 池松壮亮（紙之月、愛的放題、我們家）
- 登坂廣臣（Hot Road）
- 福士蒼汰（イン・ザ・ヒーロー、要聽神明的話、只要妳說妳愛我）

### 最優秀音樂賞
- 周防義和（窈窕舞技）

#### 優秀音樂賞
- 加古隆（蟬之記）
- 佐藤直紀（永遠的0）
- 久石譲（東京小屋的回憶）
- 安川午朗（不思議的海峽咖啡屋）

### 最優秀攝影賞
- 柴崎幸三（永遠的0）

#### 優秀攝影賞
- 上田正治 / 北澤弘之（蟬之記）
- シグママコト（紙之月）
- 近森眞史（東京小屋的回憶）
- 長沼六男（不思議的海峽咖啡屋）

### 最優秀照明賞
- 上田なりゆき（永遠的0）

#### 優秀照明賞
- 山川英明（蟬之記）
- 西尾慶太（紙之月）
- 渡邊孝一（東京小屋的回憶）
- 宮西孝明（不思議的海峽咖啡屋）

### 最優秀美術賞
- 上條安里（永遠的0）

#### 優秀美術賞
- 小川富美夫（柘榴坂的復仇）
- 酒井賢（蟬之記）
- 出川三男/須江大輔（東京小屋的回憶）
- 横山豊（不思議的海峽咖啡屋）

### 最優秀録音賞
- 藤本賢一（永遠的0）

#### 優秀録音賞
- 小野寺修（柘榴坂的復仇）
- 加来昭彦〔録音〕矢野正人〔整音〕（紙之月）
- 岸田和美（東京小屋的回憶）
- 藤本賢一（不思議的海峽咖啡屋）
- 矢野正人（蟬之記）

### 最優秀編集賞
- 宮島竜治（永遠的0）

#### 優秀編集賞
- 阿賀英登（蟬之記）
- 石井巌（東京小屋的回憶）
- 大畑英亮（不思議的海峽咖啡屋）
- 佐藤崇（紙之月）

### 最優秀外国映画賞
- 冰雪奇緣

#### 優秀外国作品賞
- 星際效應
- 紐澤西男孩
- 怒火特攻隊
- 哥吉拉

### 會長特別賞
- 鈴木晄（編集）
- 鈴木則文（監督）
- 森田富士郎（撮影）
- 山口淑子（俳優）
- 菅原文太（俳優）

於2014年病逝的高倉健得到會長特別獎，因高倉健的遺言而將所得的獎項退回。

### 協會特別賞
- 大坂和美（装飾）
- 曽我恒夫（髮型師）
- 多良政司（音響技術）

## 外部連結
- 第38回獲獎名單 （页面存档备份，存于）（日語）